# Tracy Hyde
Tracy Constance Margaret Hyde (nacida el 16 de mayo de 1959) es una exactriz británica y modelo que saltó a la fama en la película de 1971 Melody después de haber sido descubierta por el productor de la película, David Puttnam.
Hyde nació en Fulham, Londres, Inglaterra. Asistió a clases de ballet desde los cuatro años, hizo pruebas junior para una agencia de modelos y se presentó a una prueba para un anuncio de conservantes.
El guionista y director Andrew Birkin (hermano de la actriz Jane Birkin) vio fotografías de la joven Tracy y convenció a su madre, Maureen, para audicionar para el papel protagonista de Melody Perkins. Birkin también recomendó a Tracy al director Waris Hussein, el guionista Alan Parker y el productor David Puttnam. Después de las pruebas de pantalla y audiciones, Tracy finalmente obtuvo el papel.
Tras Melody, Tracy hizo unas pocas apariciones en la TV del Reino Unido Trial (BBC, 1971), ITV Playhouse: The Greeks And Their Gifts (Anglia, 1972) y Love Story: Home For The Holidays (Associated Television, 1973). El éxito de Melody en Japón dio lugar a que Tracy fuese invitada en 1972 y se hicieron planes para una película con ella en el papel principal. Las restricciones presupuestarias impidieron que la película llegara a filmarse.
Tracy continuó con su educación y estudió en un colegio de secretariado, después de salir fue empleada como secretaria legal en un bufete de abogados. Mientras tanto, apareció en revistas y calendarios japoneses y visitó Japón por segunda vez en 1977, cuando fue declarada "actriz favorita" en la revista Roadshow.
En la década de 1980, Tracy hizo su reaparición en la película Dead end for Belinda (1980), The Orchard End Murder (1981) y Alice (1981), donde se reencontró con su coprotagonista, Jack Wild. Sus numerosas apariciones en televisión incluyen Sorry! (BBC, 1981-1982), Kinvig (LWT, 1981), The Gentle Touch (LWT, 1982), Now And Then (LWT, 1983-1984), Dempsey and Makepeace (LWT, 1985), Bust (LWT, 1987) y The Bill (Thames Television, 1988).
A finales de la década, Tracy dejó de estar en el candelero y se casó con el atrecista Allen J. Polley.
En 1994, la televisión japonesa buscó a Tracy y envió a uno de sus reporteros al Reino Unido para encontrarla. Contactaron con Mark Lester y cuando se descubrió que Tracy se había trasladado a Francia, Mark y el periodista fueron a buscarla allí. Ella se había mudado allí con su esposo y sus tres hijos. En 1999, Mark y Tracy fueron nuevamente reunidos en otro especial de la televisión japonesa. Tracy ha vuelto a casarse y ha regresado a su casa en Londres, donde actualmente maneja el negocio familiar, una guardería canina. La hermana adoptiva de Tracy, Zara, también se ha convertido en famosa como atleta de élite y ha sido galardonada con la Orden del Imperio Británico (noviembre de 2010) por su significativa contribución al deporte británico.
Darjan Sahanaja, de The Wondermints, una banda americana de retro-pop, escribió, cantó y grabó una canción tributo, "Tracy Hide".